# 富田靖子
富田靖子（日语：／ Tomita Yasuko，1969年2月27日—），女，福冈县出身，日本演员。曾获得橫濱電影節最佳女主角、日劇學院賞最佳女配角等奖项。